# Berç Keresteciyan Türker

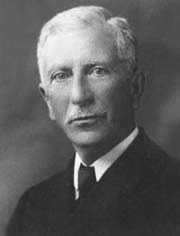
Berç Keresteciyan Türker 1935

Kigork Berç Keresteciyan (Türker) (* 1870 in Istanbul; † 1949 in Büyükada, Istanbul) war ein polyglotter osmanisch-türkischer Bankier und Politiker armenischer Herkunft. Er unterstützte Mustafa Kemal Atatürk und seinen Befreiungskrieg und erhielt die Unabhängigkeitsmedaille (İstiklâl Madalyası) mit weißem Band. 1935 erhielt er einen der vier von Atatürk für Nichtmuslime reservierten Sitze in der Großen Nationalversammlung.

## Leben
Berç Keresteciyan wurde als Sohn des Vorsitzenden der Handelskammer Istanbuls, Mıgırdıç Keresteciyan, geboren. Berç wurde von seinem Onkel Bedros Keresteciyan erzogen, schloss das Galatasaray-Gymnasium erfolgreich ab und studierte am Robert College. Zunächst Direktor der Niederlassung der Ottomanischen Bank in Saloniki, wurde er danach Generaldirektor der Niederlassung in Istanbul. Nach dem Banküberfall der Taschnaken am 26. August 1896 wurde Keresteciyan von der europäischen Aufsicht vorsichtshalber als Manager nach Kairo in Ägypten gesandt, zusammen mit anderen nichtmuslimischen Angestellten. Er arbeitete auch in der Izmirer Niederlassung.
Als der Türkische Rote Halbmond 1911 zum dritten und letzten Mal wiederetabliert wurde, war Berç Keresteciyan ein Mitgründer, das einzige nichtmuslimische Mitglied des Exekutivkomitees, und wurde später dessen Vizepräsident.
Mit Eintritt des Osmanischen Reiches in den Ersten Weltkrieg wurden die französischen und britischen Angestellten der Ottomanischen Bank zu Staatsbürgern feindlicher Länder. Die Osmanen drohten, die Bank zu enteignen, woraufhin der Generaldirektor sowie sein Stellvertreter ihre Posten verlassen mussten. Die Verwaltung wurde von nichtmuslimischen Osmanen übernommen, darunter Berç Keresteciyan. Er wurde Vizepräsident und schließlich Generaldirektor der Zentralbank.
1919 warnte Berç Keresteciyan den Anwalt des späteren türkischen Staatsgründers Mustafa Kemal Atatürk vor einem britischen Plan, im Schwarzen Meer die SS Panderma, auf der Atatürk Istanbul verließ, zu versenken. Als Vizepräsident des Türkischen Roten Halbmondes lieferte Keresteciyan während des Türkischen Befreiungskrieges Medikamente und Waffen an die kemalistischen Truppen und beteiligte sich persönlich an deren Finanzierung.
Im Januar 1923 wurde er Gründungsmitglied und Ehrenpräsident der Vereinigung für turkisch-armenischen Fortschritt (Türk-Ermeni Teali Cemiyeti) – zusammen mit dem Gouverneur Istanbuls, Ziya Bey, und dem Vikar des armenischen Patriarchen, S. Kazazian.
Nach der Gründung der Republik Türkei arbeitete er für die Ziraat Bankası.
Mit Inkrafttreten des Nachnamengesetzes am 21. Juni 1934 gab Atatürk Keresteciyan den Familiennamen Türker (der tapfere Türke). Bei den Parlamentswahlen 1935 wurde er zum unabhängigen Abgeordneten für Afyonkarahisar gewählt und wurde am 7. März des Jahres einziges armenisches Parlamentsmitglied. Er wurde Mitglied im Wirtschaftsausschuss des Parlaments. Bei den Parlamentswahlen 1939 und den Wahlen 1943 wurde er wiedergewählt und zog sich 1946 aus dem politischen Leben zurück.